# مرج دياب
مرج دياب قرية في ناحية قرى مركز صافيتا في منطقة صافيتا التابعة لمحافظة طرطوس.